# Незнакомка (стихотворение)
«Незнакомка» («По вечерам над ресторанами») — стихотворение Александра Блока, написанное 24 апреля (7 мая) 1906 года на основе жизненных впечатлений автора. Включено в стихотворный цикл «Город». Впервые опубликовано в сборнике «Нечаянная радость» (Москва, издательство «Скорпион», 1907 год) в разделе «Весеннее».

## История создания

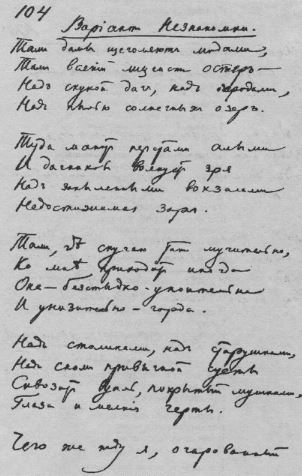
Вариант «Незнакомки». Автограф Блока

Поэт-символист Владимир Пяст писал в воспоминаниях, что весной 1906 года жизнь Блока была подчинена особому ритуалу: ежедневно, проснувшись и пообедав, он отправлялся на прогулку по окрестностям Петербурга. Во время скитаний по пригородным дорогам поэт открыл для себя «таинственно-будничные» Озерки с небольшим ресторанчиком. Став с определённого момента завсегдатаем этого заведения, Александр Александрович мог часами сидеть в прокуренном зале за бутылкой красного вина. Литератор Георгий Чулков рассказывал, что Озерки — в то время небольшой дачный посёлок под Петербургом — оказались для Александра Александровича необычайно притягательным местом: он любил там «романтически пропадать», «ища забвение в вине». В ту пору Блок считал, что ему необходим новый жизненный опыт, связанный с погружением на «грязное дно жизни».
По данным литературоведа Владимира Орлова, озерковский ресторан находился неподалёку от вокзала; у поэта там имелось постоянное место у окна, откуда открывался вид на железнодорожную платформу. Ресторан предположительно находился на ныне утраченном Озерковском вокзале Приморской железной дороги. На то, что ресторан находился именно на Озерковском вокзале, указывает упомянутый ниже дневник Евгения Иванова («Всё это он показывал с большой любовью. Как бы желая ввести меня в тот путь, которым велся он тогда в тот вечер, как появилась Незнакомка. Наконец привел на вокзал Озерковский (Сестрорецкой ж. д.). Из большого венецианского окна видны „шлагбаумы“, на всё это он указывал по стихам. В окне видна железная дорога, Финляндская ж. д. Поезда часто проносятся мимо»). Так же полагает исследователь Шувалова и Озерков краевед Е. Л. Александрова. От комплекса зданий вокзала сохранились два жилых дома — на Чистяковской улице, 1а (числится выявленным памятником), и Озерковском проспекте, 1. На месте самого вокзала, который был одноэтажным, сейчас пустырь между домами на Железнодорожной улице, 1, и Чистяковской улице, 1а.
Весной 1906 года настроение Блока часто совпадало с состоянием Версилова — героя романа Достоевского «Подросток», — который признавался: «Я люблю иногда от скуки, от ужасной душевной скуки… заходить в разные вот эти клоаки». Впоследствии Александр Александрович пояснял, что придуманная им в Озерках Незнакомка — это «вовсе не просто дама в чёрном платье со страусовыми перьями на шляпе. Это — дьявольский сплав из многих миров, преимущественно синего и лилового».
Момент непосредственного создания «Незнакомки» был зафиксирован поэтом Андреем Белым — по его словам, Блок вернулся домой в полночь, «в мятом своём сюртуке, странно серый». На вопрос жены о причинах «окаменелости» он ответил: «Да, Люба, [я] пьяный», после чего вынул из карман листок со строчками «По вечерам над ресторанами / Горячий воздух дик и глух». Как отмечал литературовед Константин Мочульский, «они принесли ему славу. Она была куплена дорогой ценой». Позже Александр Александрович пригласил в Озерки своего товарища — сотрудника символистских изданий Евгения Иванова, чтобы показать, при каких обстоятельствах возникла «Незнакомка»:
Пошли на озеро, где «скрипят уключины» и «визг женский»... Потом Саша с какой-то нежностью ко мне, как Виргилий к Данте, указывал на «позолоченный» «крендель булочной» на вывеске в кафе. Всё это он показывал с большой любовью, как бы желая ввести меня на тот путь, которым он вёлся в тот вечер, когда появилась Незнакомка.

## Литературная перекличка

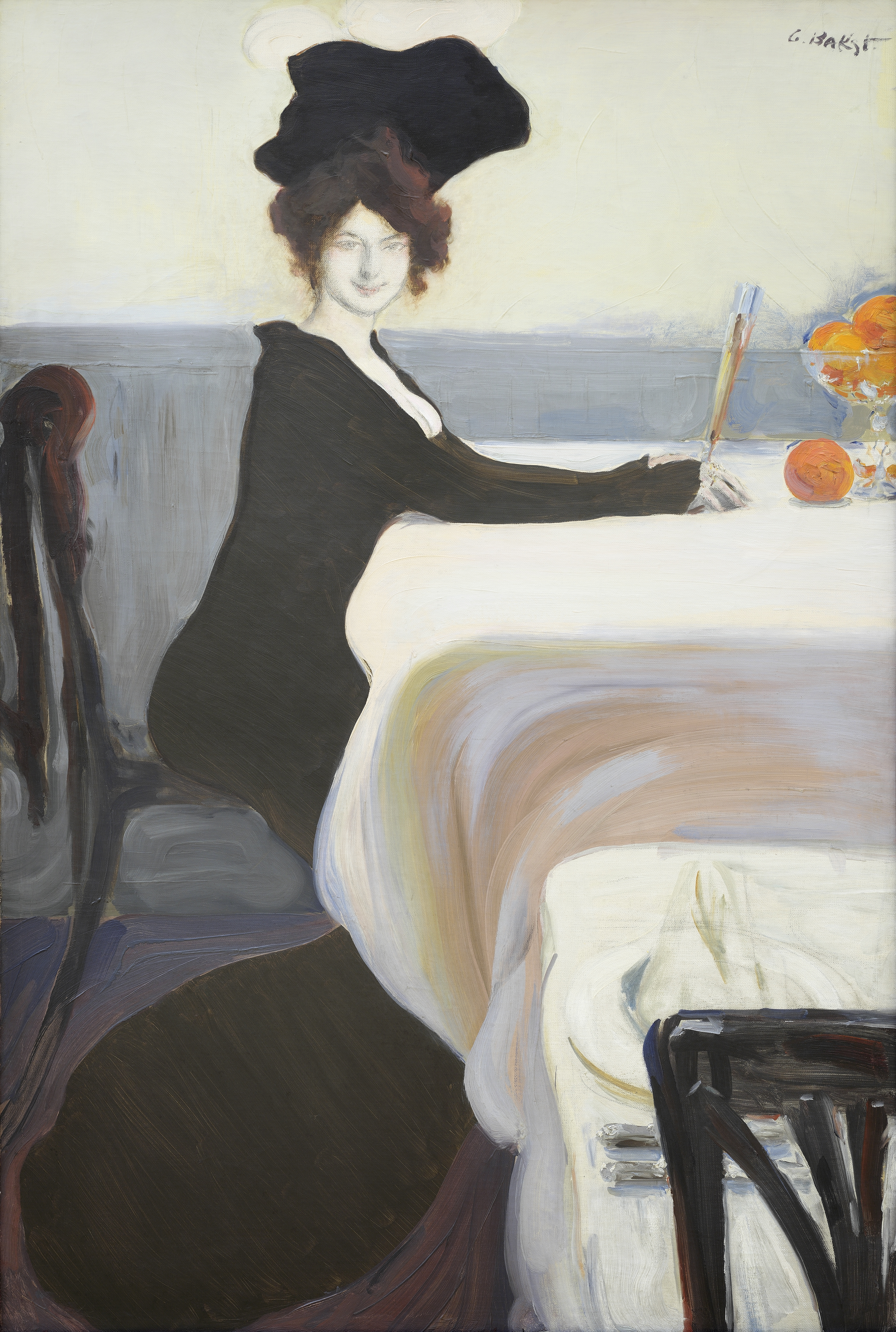
«Ужин», Леон Бакст

Исследователи выдвигали разные версии, связанные с литературной «генетикой» блоковской Незнакомки. Так, культуролог Николай Анциферов сравнил возникшее в сознании героя видение с грёзами персонажа из гоголевского «Невского проспекта» — художника Пискарёва, который, следуя за поразившей его воображение прекрасной дамой, внезапно попал в «приют разврата». По мнению литературоведа О. А. Кузнецовой, «дышащая духами и туманами» одинокая красавица оказалась близкой «родственницей» героини стихотворения Валерия Брюсова «Прохожей», написанного в 1900 году: «Она прошла и опьянила / Томящим сумраком духов».
Образ таинственной посетительницы ресторана восходит к аристократкам пушкинской поры, считает литературовед Игорь Сухих; при этом Незнакомка облачена в одежды Серебряного века с его струящимися шёлковыми силуэтами, шляпами «с траурными перьями» и вуалью, добавляющей облику загадочности. Не исключено, что когда алкогольный флёр рассеется, героиня превратится в «падшую женщину», постоянную кабацкую гостью, однако персонаж стихотворения не спешит расставаться с мечтой — отсюда вывод: «Ты право, пьяное чудовище! / Я знаю: истина в вине». О связи с Пушкиным упоминал и Евгений Иванов, рассказывавший, что когда Блок привёл его в озерковский ресторан и показал «свой» столик, то перед другом поэта возникло аналогичное видение: «Чёрное платье, точнее, она, или вернее весь стан её прошёл в окне, как пиковая дама перед Германном».

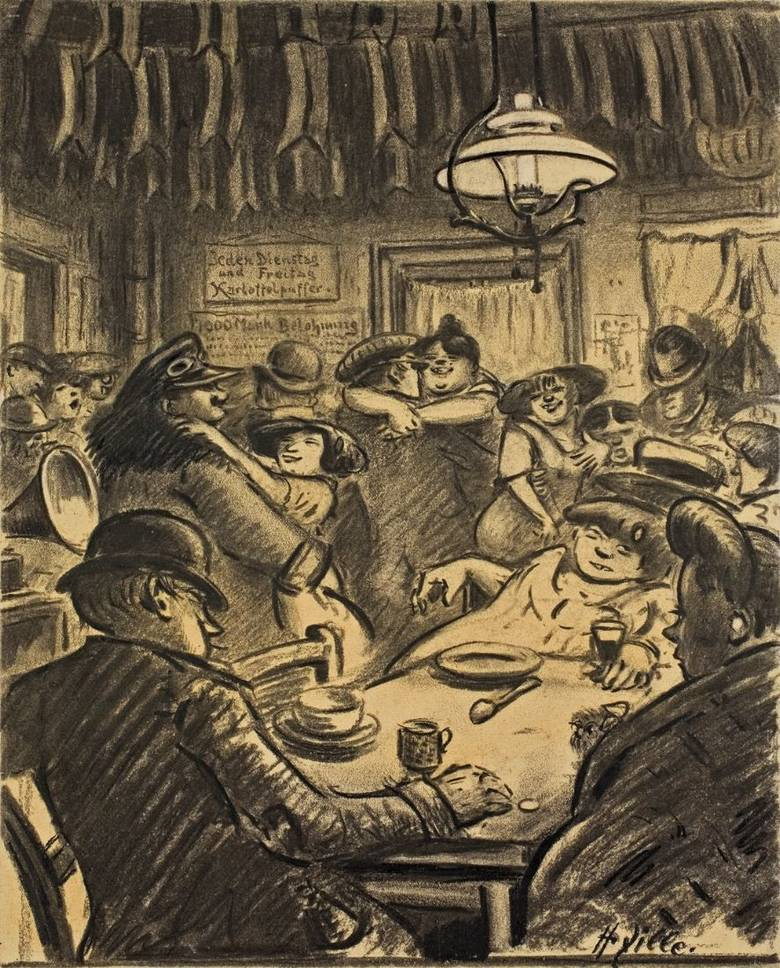
«В кабаке», Г. Цилле, 1910

Андрей Белый полагал, что в стихотворении Блока угадываются отголоски лермонтовского стихотворения «Из-под таинственной холодной полумаски» («И создал я тогда в моем воображенье / По лёгким признакам красавицу мою»), потому что внутреннее родство этих двух поэтов позволяло им обнаруживать совершенные черты «и у астрального видения, и у уличной проститутки; и та, и другая одинаково обманны». По замечанию Иннокентия Анненского, первое, на что обратил внимание герой стихотворения, — это «узкая рука» Незнакомки. В отличие от Достоевского, для которого был важен «узкий мучительный следок» (Полина, «Игрок»), Блок стремился укрыть своё прекрасное наваждение «от кроличьих глаз».
И «Незнакомка», и ряд других стихотворений Блока, созданных в ту пору, тематически перекликаются с некоторыми произведениями Брюсова, — их объединяет, в частности, образ ночного ресторана. К примеру, брюсовские строки «Пустой громадный зал чуть озарён» соотносятся с блоковским «Я сидел у окна в переполненном зале. / Где-то пели смычки о любви». Обязательными элементами при описании заведений и у того, и у другого являются «золотое вино», скрипка, дымка, туман и хрустальные бокалы. Блоковский герой не стыдится своего состояния: «Я пригвождён к трактирной стойке. / Я пьян давно. Мне всё — равно»; точно так же отрешён от реального мира персонаж Брюсова: «С тихим вальсом, знакомо печальным, / В тёмный парк ускользают мечты» («В ресторане»).

## Художественные особенности
И каждый вечер, в час назначенный

(Иль это только снится мне?),

Девичий стан, шелками схваченный,

В туманном движется окне.

И медленно, пройдя меж пьяными,

Всегда без спутников, одна,

Дыша духами и туманами,

Она садится у окна.
Структурно стихотворение (называемое некоторыми исследователями балладой) разделено на три части. Первая, состоящая из шести строф и рассказывающая о повседневной жизни в пригороде с его скукой, плачем детей, вальяжными прогулками «испытанных остряков», шумом и суетой железнодорожных платформ, даёт представление о реальном существовании рядового дачного посёлка начала XX века. Вторая часть, также представленная шестью строфами, уносит героя и читателей в иллюзорный мир, возникающий в сознании наблюдающего за движением жизни поэта. В его хмельном воображении возникает образ изысканной, утончённой дамы, которая внезапно появляется в привокзальном заведении. Наконец, в финальной, тринадцатой строфе явь и мираж соединяются.
Исследователи обнаруживают связь стихотворения с романтизмом. В. М. Жирмунский увидел в «Незнакомке» романтическое «двоемирие», сочетающее бытовую повседневность с мистическими прозрениями: «Теперь каждое стихотворение Блока развивается в двух различных планах: первый план — бытовой, реальный, „действительность“, второй план — сверхреальный, в котором происходят душевные события, единственно для поэта важные и интересные».
Константин Мочульский, анализируя стихотворение, обратил внимание на его музыкальность: так, первое — ещё в окне — появление героини благодаря шипящим (ж, ч, ш) создаёт впечатление осторожного шуршания, сопровождающего шаги Незнакомки: «… Девичий стан, шелками схваченный, / В туманном движется окне». А в следующей строфе интонацию задаёт уже рокочущий «р»: «И веют древними поверьями / Её упругие шелка» — и этот звук условной трубы перекрывает шум железной дороги и визг уключин на озере.

## Отзывы
Долгополов Л. К. отмечает, что данный поэтический текст сразу же стал любимым стихотворением молодежи. Блок часто читал его на публике и делал это, по свидетельству современников, с «неподражаемым совершенством». 

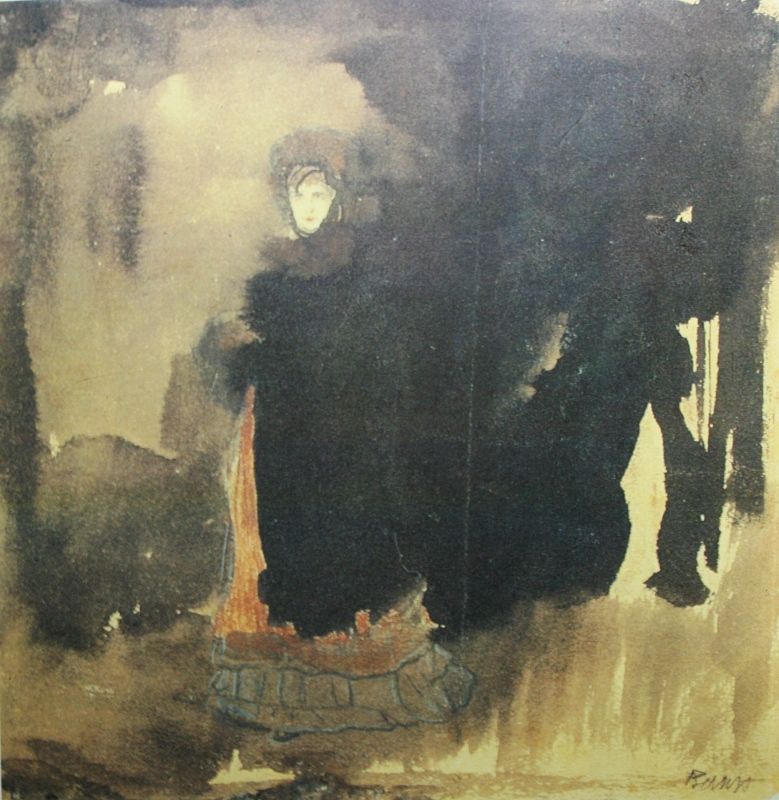
Леон Бакст. Иллюстрация к стихотворению «Незнакомка»

Отзывы и рецензии на «Незнакомку» поступали в основном от людей из окружения поэта. Стихотворение, а вместе с ним и весь сборник «Нечаянная Радость» были приняты А. Белым и С. Соловьёвым с нескрываемым неодобрением.
Литератор Модест Гофман отмечал, что атмосфера ресторана, описанная в традициях фантастического реализма, напоминает обстановку таких произведений Достоевского, как «Идиот» и «Подросток». Иннокентий Анненский, с одной стороны, указывал на абсурдность и вульгарность воссозданного Блоком пригородного мира с его шлагбаумами, канавами, женским визгом и скрипом уключин на озере; с другой — признавал: «А между тем так ведь и нужно, чтобы вы почувствовали приближение божества». Почти о том же самом писал в своей рецензии и беллетрист Александр Измайлов, для которого загадочность стихотворения была связана с неожиданным сочетанием «неземного с пошлым и грёзы с обыденщиной».
По мнению литературоведа Виктора Жирмунского, история про нетрезвого поэта, к которому является Незнакомка, близка к сюжетам новелл Гофмана и Эдгара По, — у их героев по «мере нарастающего опьянения» точно так же «разрушаются обычные грани дневного сознания». Критик-эстет Николай Абрамович обнаружил в стихотворении гоголевский мистицизм, при котором в пустоту и скуку повседневности вдруг «врывается нежное созерцание» поэта. Георгий Чулков, защищая Блока и его «Незнакомку» от нападок тех, кто не понял эфемерности её образа, писал:
Эти «испытанные остряки», и этот «крендель булочной», и эти «загородные дачи» — лишь фантомы и призраки. Этот безумный сон о прекрасной Незнакомке может присниться лишь на развалинах быта. Для символиста остался лишь призрак быта, лишь тёмный кошмар — и надо преодолеть его, чтобы увидеть «берег очарованный и очарованную даль».

## От стихотворения к пьесе

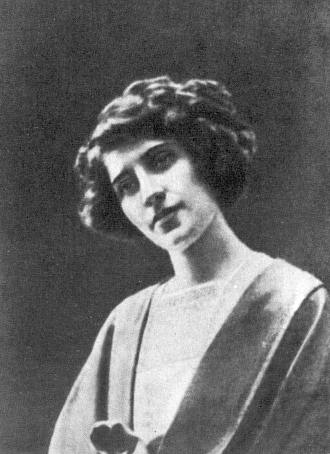
Н. Н. Волохова

Осенью того же 1906 года Блок написал лирическую драму «Незнакомка». Свидетельством того, что пьеса создавалась под влиянием одноимённого стихотворения, является эпиграф, присутствовавший в первой версии произведения: «И веют древними поверьями…» (позже вместо него появилась цитата из романа Достоевского «Идиот» — с описанием Настасьи Филипповны: «На портрете была изображена действительно необыкновенной красоты женщина. Она была сфотографирована в чёрном шёлковом платье, чрезвычайно простого и изящного фасона»).
Давая непосредственное описание своей новой Незнакомки, поэт выделил «удивительный взор её расширенных глаз». По замечанию литературоведа Владимира Новикова, на сей раз имя возможного прототипа главной герои было известно — это актриса Наталья Волохова. Внешне, судя по воспоминаниям тётки Блока Марии Бекетовой, Волохова и выдуманная героиня стихотворения «Незнакомка» были весьма похожи: «Высокий тонкий стан, бледное лицо, тонкие черты». По версии английской исследовательницы творчества Блока Аврил Пайман, после периода весенних скитаний, загулов и грёз Александру Александровичу «необходима была новая страсть»; в то же время автор книги «История русского символизма» не исключала, что любовь к Волоховой носила со стороны Блока «явно литературный характер».

## Комментарии
1. ↑  В период написания «Незнакомки».